# World Trade Centre (Dubai)

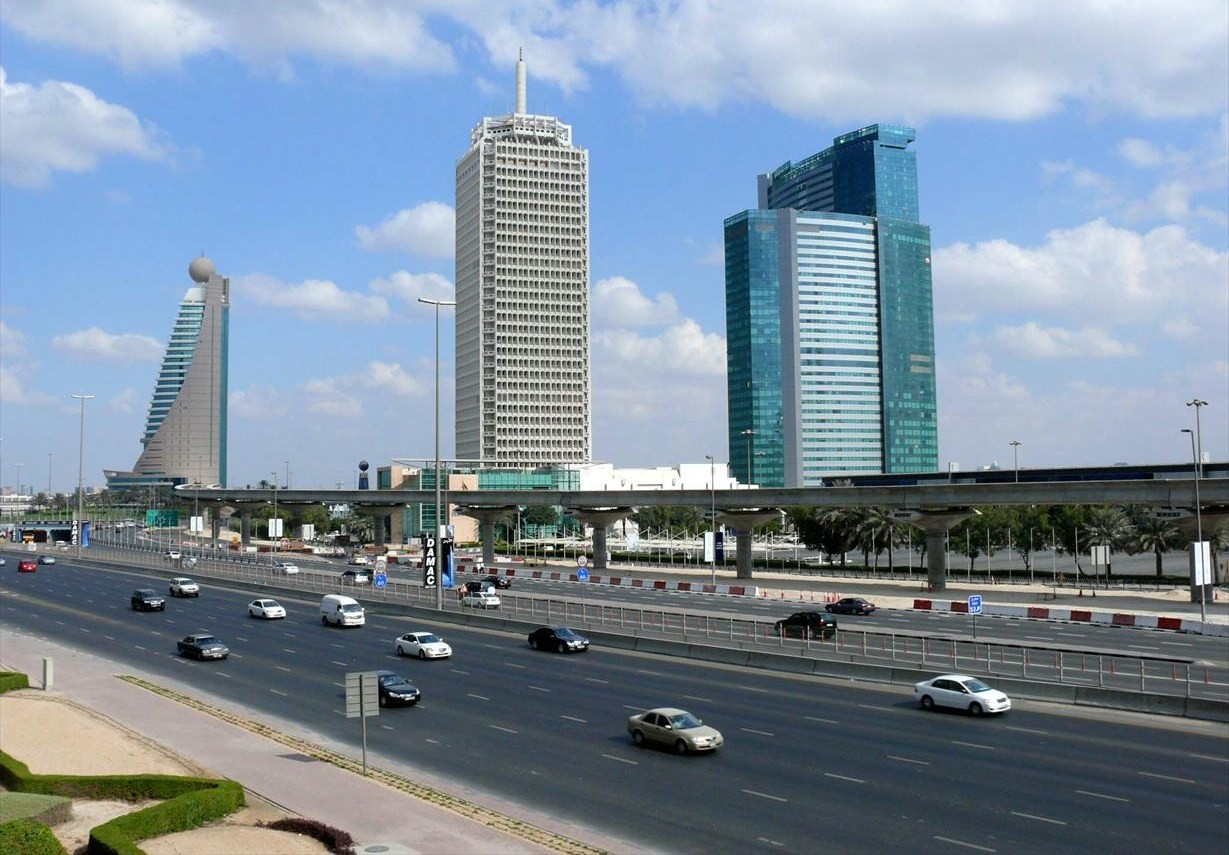
Turm des World Trade Centre (Mitte); davor Viadukt der Dubai Metro, Dezember 2007

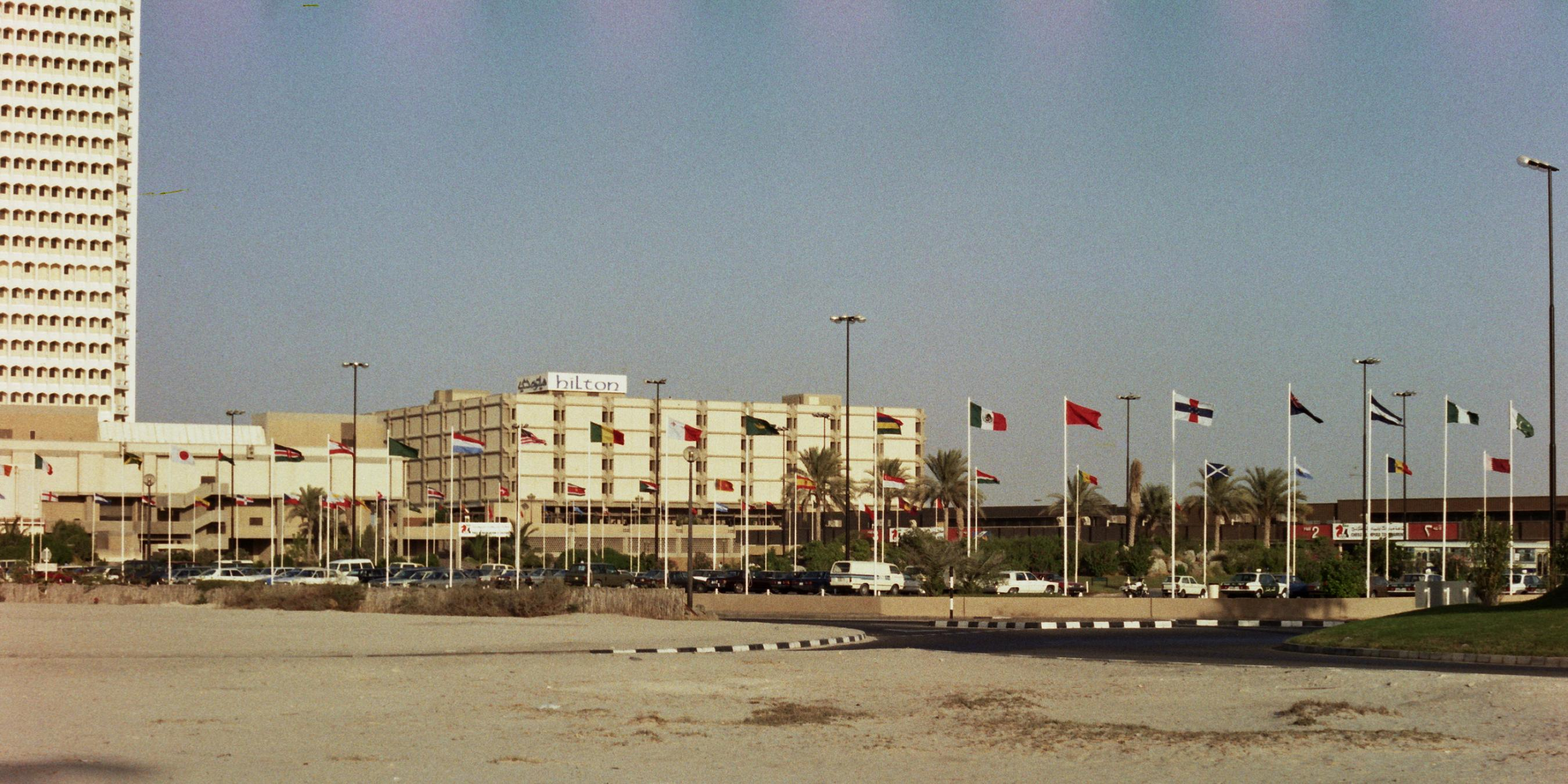
Eingang zu den Kongresshallen (1986)

Das World Trade Centre in Dubai ist ein im Nahen Osten bekanntes Konferenz- und Geschäftszentrum, dessen bekanntester Bestandteil ein 39-stöckiger Wolkenkratzer ist. Neben dem eigentlichen Turm, in dem sich vor allem Büros befinden, gehören zum World Trade Centre auch mehrere Nebengebäude, die ein Kongresszentrum für bis zu 6.500 Personen und sieben Ausstellungshallen beherbergen. Es gehört als Mitglied der World Trade Centers Association (WTCA) in New York zum weltweiten Netzwerk von etwa 300 WTCs in 100 Ländern.
Scheich Raschid bin Said Al Maktum ließ das Gebäude Ende der 1970er Jahre errichten und weihte es 1979 ein. Zum damaligen Zeitpunkt war es mit 149 Meter Höhe (inklusive Spitze 184 Meter) das höchste Gebäude des Nahen Ostens. Im damals noch verhältnismäßig verschlafenen Dubai galt das Projekt als kühn und wagemutig, da nach Ansicht der meisten Beobachter kein Bedarf für das mitten im Wüstensand errichtete Gebäude bestand. Die Kritiker wurden jedoch eines besseren belehrt, denn das Projekt wurde ein Erfolg und schon bald galt der Turm weithin als Symbol für den wirtschaftlichen Aufschwung der Region, nach Meinung mancher hat es ihn sogar begründet. Es ziert daher auch die 100-Dirham-Banknote.
Im Jahr 1986 fand die 27. Schacholympiade in den Kongresshallen des World Trade Centers statt.
Dass die ehemalige Trade Centre Road in Sheikh Zayed Road umbenannt wurde, ist Symbol für die nachlassende Bedeutung des World Trade Centre: heute ist der Turm von zahlreichen noch höheren Gebäuden umgeben und hat seine Symbolkraft verloren. Daher gibt es derzeit auch Überlegungen, den Hauptturm im Rahmen einer bereits beschlossenen Erweiterung des Komplexes wieder abzureißen. Das angegliederte Hotelgebäude wurde bereits im April 2005 abgerissen.